# Мольнар, Ференц (музыкант)
Фе́ренц Мо́льнар (венг. Molnár Ferenc, англ. Ferenc Molnar; 15 ноября 1895, Будапешт — 10 мая 1985, Уолнат-Крик) — венгерско-американский альтист и скрипач.
Получил образование как инженер-механик, одновременно учился игре на скрипке у Енё Хубая. С началом Первой мировой войны был призван в австро-венгерскую армию и на Восточном фронте попал в российский плен. Согласно сведениям, сохранившимся в семье музыканта, в лагере для пленных недалеко от Владивостока Мольнар сделал скрипку из подручных материалов и вместе с другими музыкантами, игравшими на самодельных инструментах, создал лагерный ансамбль. В 1921 году был освобождён из лагеря и к 1923 году сумел вернуться в Будапешт.
С 1926 года играл на альте в струнном квартете Фери Рота, с 1928 года преимущественно выступавшего в США и других американских странах. В 1939 году в результате обновления состава квартета его руководителем Фери Ротом Мольнар на некоторое время оставил музыку и в годы Второй мировой войны преподавал инженерную механику в Стенфордском университете. В 1943 году, однако, вернулся к музыкальным занятиям, по приглашению Пьера Монтё заняв место концертмейстера альтов в Сан-Францисском симфоническом оркестре; оставался на этом посту до 1963 года. Одновременно играл на альте в струнном квартете Наума Блиндера. В 1952—1970 гг. преподавал на отделении музыки Университета штата Калифорния в Сан-Франциско. Мольнар также был организатором различных локальных музыкальных фестивалей.
По заказу Мольнара и пианистки Джейн Хохфельд написана соната для альта и фортепиано Op. 117 Эрнста Кшенека (1948); для Мольнара написан также Камерный концерт для альта и струнного квартета Эллиса Коса (1949); оба произведения Мольнар впервые исполнил и записал.
Жена музыканта Мария Мольнар (1908—1985) опубликовала несколько романов, действие которых происходит в Венгрии. Их дочь Ава Мольнар-Генрихсдорф, во втором браке жена ландшафтного архитектора Гернота Генрихсдорфа (1925—2016), стала соавтором матери при сочинении романа «Богиня огня» (англ. The Fire Goddess; 1971) и составила два сборника прозы писателей из Саудовской Аравии, изданные в английских переводах; старший из двух сыновей Авы Мольнар от первого брака, Брайан Ллевеллин, также стал ландшафтным архитектором и работал в Саудовской Аравии.